# Roquebillière
Roquebillière – miejscowość i gmina we Francji, w regionie Prowansja-Alpy-Lazurowe Wybrzeże, w departamencie Alpy Nadmorskie.
Według danych na rok 2023 gminę zamieszkiwały 1534 osoby, a gęstość zaludnienia wynosiła 59 osób/km² (wśród 963 gmin regionu Prowansja-Alpy-W. Lazurowe Roquebillière plasuje się na 306. miejscu pod względem liczby ludności, natomiast pod względem powierzchni na miejscu 390.).